# Moishe Postone
Moishe Postone (1942 - 19 de março de 2018) foi um teórico crítico e professor de história na Universidade de Chicago. Ele era conhecido tanto por sua interpretação do antissemitismo moderno quanto por sua reinterpretação da teoria crítica marxiana.

## Carreira
Recebeu seu título de Ph.D. da Johann Wolfgang Goethe-University em 1983. O interesse de suas pesquisas inclui a moderna história intelectual europeia; teoria social, especialmente teorias críticas da modernidade; Alemanha do século XX; antissemitismo; e transformações globais contemporâneas.

## Principais ideias
Em seu livro Time, Labor and Social Domination: A reinterpretation of Marx’s critical theory (já traduzido para o português, espanhol, alemão e francês), Moishe Postone propõe uma reinterpretação radical da teoria crítica de Karl Marx, principalmente de O Capital e dos Grundrisse. Sua reinterpretação inova ao propor que o tipo de dominação específico da sociedade capitalista é um abstrato, das relações sociais reificadas, do valor e do trabalho como formas de mediação social, sobre os indivíduos, em vez de focar centralmente na exploração da classe capitalista sobre a operária. Postone considera que a categoria de trabalho, compreendida como trans-histórica (ou mesmo ontológica) pelo marxismo tradicional, é historicamente determinada e só emerge como forma de mediação social com o surgimento do capitalismo. Também investigou a relação entre capitalismo e antissemitismo, com fundamento na forma-mercadoria e no trabalho abstrato.

## Influências
Postone foi influenciado, em sua interpretação, pelo livro História e consciência de classe de Georg Lukács (livro ao qual, todavia, tece agudas críticas), pelos teóricos do Instituto para Pesquisa Social de Frankfurt (onde estudou de 76 a 82) e por marxistas heterodoxos como Sohn-Rethel, Isaak Rubin e Roman Rosdolsky. Influenciou profundamente os teóricos da crítica do valor (Anselm Jappe, Robert Kurz, Norbert Trenkle), assim como outros intérpretes de Marx, como Antoine Artous.

## Publicações no Brasil
- "Teorizando o mundo contemporâneo. Robert Brenner; Giovanni Arrighi; David Harvey". Em: Novos Estudos – CEBRAP, nº 81. Julho, 2008.
- Tempo, trabalho e dominação social: uma reinterpretação da teoria crítica de Marx. São Paulo, Boitempo: 2014.
- "O sujeito e a teoria social: Marx e Lukács sobre Hegel". Em Margem Esquerda: ensaios marxistas nº 24. Novembro, 2014.

## Publicações
Livros
- Critique du fétiche-capital: Le capitalisme, l’antisemitisme et la gauche. Paris: Presses Universitaires de France, 2013.
- History and Heteronomy: Critical Essays. Tokyo: University of Tokyo Center for Philosophy, 2009.
- Marx Reloaded. Repensar la teoría crítica del capitalismo. Madrid: Editorial Traficantes de Sueños, 2007.
- Deutschland, die Linke und der Holocaust - Politische Interventionen. Freiburg, Germany: Ca Ira Verlag, 2005.
- Catastrophe and Meaning: The Holocaust and the Twentieth Century. [Co-editor with Eric Santner] Chicago: University of Chicago Press, 2003.
- Marx est-il devenu muet: Face à la mondialisation? Paris: les éditions de l'Aube, 2003.
- Time, Labor and Social Domination: A Reinterpretation of Marx's Critical Theory. Nova York e Cambridge: Cambridge University Press, 1993.
- Bourdieu: Critical Perspectives. co-editor com Craig Calhoun e Edward LiPuma, Chicago e Cambridge: University of Chicago Press and Polity Press, 1993.

Artigos e capítulos
- "The Current Crisis and the Anachronism of Value: A Marxian Reading." Continental Thought & Theory: A Journal of Intellectual Freedom 1, no. 4 (2017): 38-54.
- "History and Helplessness: Mass Mobilization and Contemporary Forms of Anticapitalism" Public Culture 18.1 Duke UP 2006.
- "Critique, State, and Economy" in Fred Rush (ed.) The Cambridge Companion to Critical Theory, Cambridge: Cambridge University Press, 2004.
- "The Holocaust and the Trajectory of the Twentieth Century," - M. Postone e E. Santner (eds.) Catastrophe and Meaning. University of Chicago Press, 2003.
- "Lukács and the Dialectical Critique of Capitalism," - R. Albritton and J. Simoulidis, (eds.), New Dialectics and Political Economy, Houndsmill, Basingstoke and New York: Palgrave Macmillan, 2003.
- "Hannah Arendts Eichmann in Jerusalem: Die unaufgelöste Antinomie von Universalität und Besonderem," - Gary Smith (ed.), Hannah Arendt Revisited: "Eichmann in Jerusalem" und die Folgen, Suhrkamp Verlag, Frankfurt a.M., 2000.
- "Contemporary Historical Transformations: Beyond Postindustrial and Neo-Marxist Theories," Current Perspectives in Social Theory. Vol. 19, 1999. Stamford, Conn: JAI Press Inc., 1999.
- "Deconstruction as Social Critique: Derrida on Marx and the New World Order," [review essay on Jacques Derrida, Specters of Marx] in History and Theory, October, 1998.
- "Rethinking Marx in a Postmarxist World," - Charles Camic (ed.), Reclaiming the Sociological Classics. Cambridge, Mass.: Blackwell Publishers, 1998.
- "Political Theory and Historical Analysis," - C. Calhoun (ed.), Habermas and the Public Sphere, Cambridge, Mass.: MIT Press, 1992.
- "History and Critical Social Theory," (Review essay on Jürgen Habermas, The Theory of Communicative Action) - Contemporary Sociology. Vol. 19, No. 2, March, 1990.
- "After the Holocaust: History and Identity in West Germany," in K. Harms, L.R. Reuter and V. Dürr (eds.), Coping with the Past: Germany and Austria after 1945, Madison: University of Wisconsin Press, 1990.
- "Anti-Semitism and National Socialism," - A. Rabinbach and J. Zipes (eds.), Germans and Jews Since the Holocaust, Nova York: Holmes and Meier, 1986.
- "On Nicolaus' 'Introduction' to the Grundrisse". Telos 22 (1974-5). Nova York: Telos Press.